# آبشار یلو استون
آبشار یلو استون (به انگلیسی: Yellowstone Falls) آبشاری است که در کشور ایالات متحده آمریکا واقع شده‌است و بلندترین ریزشگاه آن ۳۳ متر ارتفاع دارد. حوضهٔ آبریز این آبشار، رودخانه یلو استون است.